# 艾因哈德
艾因哈德（Einhard，770年—840年3月），法兰克王国史学家，“卡洛林文艺复兴”的代表人物之一。

## 生平
出生于法兰克东部的莫因格维，家境殷实。779年，9岁的他被送进富尔达修道院(Fulda)学习，791年或792年被院长鲍古尔富斯推荐至查理宫中供职，受到阿尔昆的教益，成为卡洛林文艺复兴的后起之秀。
794年当上了查理的侍从秘书，并参预机要。查理死后，他继续留在其子虔诚者路易的宫廷，恩宠不衰。830年，由于他不愿意卷入路易的3个儿子之间的混战，毅然离开了宫廷，来到他自己创建的塞利根施塔特修道院隐居，潜心著述，直至840年3月14日去世。 
他曾破例同时兼领过几个修道院的院长职务，这原是教会宗规所不容许的事情。

## 《查理大帝传》
艾因哈德流传下来五种著作，其中以《查理大帝传》（Vita Karoli Magni or Life of Charlemagne ）最有价值。此书在写作上模仿了古罗马史学家苏埃托尼乌斯的《罗马十二帝王传》的文风。艾因哈德在自序中说道：“我认为没有人能够比我更真实地记述这些事情，而且我也不能肯定有没有别人会写出它们。”
《查理大帝传》写成后，获得很高声誉，是这一历史时期最重要的史料。同时代人瓦拉夫里德·斯特拉博也称赞它“提供了丝毫不假的真情实况”。有人夸奖它的优雅文笔直逼古典作家。该书从中世纪流传下来的手抄本，多达六十部。
也评价认为此书有许多对查理大帝美化的描述。